# Borova vas
Borova vas je urbano naselje v Mariboru, ki spada v Mestno četrt Radvanje. Leži v neposredni bližini Mariborskega Pohorja, pod katerim se širi vse večja, turistična cona, ki privablja mnoge ljudi.
Borova vas je bila dokončana leta 1987 in predstavlja izrazito blokovsko naselje. V neposredni bližini naselja stoji televizijska hiša Radio Televizije Slovenije in trgovski center Qlandia.